# Стрічкарка вербова
Стрічкáрка вербова (Catocala electa) — нічний метелик родини еребід.

## Поширення
Вид поширений в Європі та Північній Азії на схід до Японії. Трапляється на берегах з кущами верб і тополь, а також у заплавних і болотних лісах, а також на алеях і в парках.

## Опис
Розмах крил — 65-88 мм. Передні крила світлі, сірого кольору з бурим напиленням, з чорними поперечними лініями та великою з чіткими контурами плямою, що має форму літери «W». Ця пляма утворюється зовнішньою поперечною смужкою і є основною відмітною ознакою для цього виду. Хвиляста лінія є світлою та нечіткою. Ниркоподібна пляма бурого кольору, з подвійною облямівкою.
Задні крила червоного кольору: у самця з малиново-червоним відтінком, у самиці — з рудувато-червоним. Задні крила з чорною серединною перев'яззю та чорною облямівкою. Ця перев'язь не доходить до внутрішнього краю, а в середині — вона звужується, згинаючи під прямим кутом. Бахрома крил білого кольору, хвиляста.

## Спосіб життя
Мешкає в змішаних лісах, парках, лісосмугах, на берегах водойм, на заболочених ділянках, а також у лугових долинах, заливних луках, вологих біотопах. У горах піднімається на висоти до 1400 метрів над рівнем моря. Літ метеликів відзначається з початку липня до початку жовтня. Метелики активні вночі та в сутінках.
Гусениця жовто-бурого кольору або жовто-сірого кольору, з невеликими чорними крапками. Восьмий сегмент гусениці несе жовту бородавку, а одинадцятий — невелике піднесення з двома вершинами. Голова гусениці жовтого кольору з бурим малюнком на ній. Стадія гусениці: травень-червень. Кормові рослини гусениць: верба, верба прутоподібна та тополя. Лялечка бурого кольору. Зимує яйце.

## Підвиди
- Catocala electa electa
- Catocala electa tschiliensis Bang-Haas, 1927
- Catocala electa zalmunna Butler, 1877